# Diócesis de Masaka
La diócesis de Masaka (en latín: Dioecesis Masakaënsis, en inglés: Roman Catholic Diocese of Masaka) es una circunscripción eclesiástica de la Iglesia católica en Uganda. Se trata de una diócesis latina, sufragánea de la arquidiócesis de Kampala. Desde el 16 de abril de 2019 su obispo es Serverus Jjumba.

## Territorio y organización
La diócesis tiene 21 199 km² y extiende su jurisdicción sobre los fieles católicos de rito latino residentes en los distritos de Masaka, Rakai y Sembabule en la región Central.
La sede de la diócesis se encuentra en la ciudad de Masaka, en donde se halla la Catedral de Nuestra Señora de los Dolores.
En 2019 en la diócesis existían 55 parroquias.

## Historia
El vicariato apostólico de Masaka fue erigido el 25 de mayo de 1939 con la bula In Ugandensis del papa Pío XII, derivando su territorio del vicariato apostólico de Uganda (hoy arquidiócesis de Kampala).
El 25 de marzo de 1953 el vicariato apostólico fue elevado a diócesis con la bula Quemadmodum ad Nos del papa Pío XII.

## Estadísticas
Según el Anuario Pontificio 2020 la diócesis tenía a fines de 2019 un total de 1 115 780 fieles bautizados.
| Año                                                                             | Población            | Población | Población      | Sacerdotes | Sacerdotes    | Sacerdotes    | Bautizados por sacerdote | Diáconos permanentes | Religiosos | Religiosos | Parroquias |
| Año                                                                             | Bautizados católicos | Total     | % de católicos | Total      | Clero secular | Clero regular | Bautizados por sacerdote | Diáconos permanentes | Varones    | Mujeres    | Parroquias |
| ------------------------------------------------------------------------------- | -------------------- | --------- | -------------- | ---------- | ------------- | ------------- | ------------------------ | -------------------- | ---------- | ---------- | ---------- |
| 1949                                                                            | 137 259              | 385 622   | 35.6           | 73         | 54            | 19            | 1880                     |                      | 42         | 211        | 14         |
| 1969                                                                            | 289 632              | 449 996   | 64.4           | 149        | 118           | 31            | 1943                     |                      | 119        | 373        | 25         |
| 1980                                                                            | 442 934              | 714 555   | 62.0           | 125        | 111           | 14            | 3543                     |                      | 84         | 550        | 31         |
| 1990                                                                            | 722 661              | 957 000   | 75.5           | 162        | 151           | 11            | 4460                     |                      | 96         | 484        | 37         |
| 1999                                                                            | 892 720              | 1 390 500 | 64.2           | 177        | 173           | 4             | 5043                     |                      | 141        | 497        | 42         |
| 2000                                                                            | 918 000              | 1 430 000 | 64.2           | 185        | 181           | 4             | 4962                     |                      | 136        | 497        | 44         |
| 2001                                                                            | 908 220              | 1 513 700 | 60.0           | 184        | 179           | 5             | 4935                     |                      | 128        | 304        | 44         |
| 2002                                                                            | 908 220              | 1 513 700 | 60.0           | 187        | 183           | 4             | 4856                     |                      | 114        | 308        | 44         |
| 2003                                                                            | 908 220              | 1 513 700 | 60.0           | 196        | 192           | 4             | 4633                     |                      | 118        | 312        | 44         |
| 2004                                                                            | 908 220              | 1 513 700 | 60.0           | 197        | 193           | 4             | 4610                     |                      | 122        | 384        | 47         |
| 2007                                                                            | 828 814              | 1 550 000 | 53.5           | 181        | 173           | 8             | 4579                     | 4                    | 124        | 391        | 48         |
| 2013                                                                            | 1 011 718            | 1 901 000 | 53.2           | 218        | 203           | 15            | 4640                     |                      | 138        | 545        | 52         |
| 2016                                                                            | 1 077 508            | 1 826 286 | 59.0           | 264        | 244           | 20            | 4081                     |                      | 113        | 692        | 54         |
| 2019                                                                            | 1 115 780            | 1 881 980 | 59.3           | 279        | 260           | 19            | 3999                     |                      | 112        | 433        | 55         |
| Fuente: Catholic-Hierarchy, que a su vez toma los datos del Anuario Pontificio. |                      |           |                |            |               |               |                          |                      |            |            |            |

## Episcopologio
- Joseph Nakabaale Kiwánuka † (25 de mayo de 1939-20 de diciembre de 1960 nombrado arzobispo de Rubaga)
- Adrian Kivumbi Ddungu † (11 de noviembre de 1961-10 de enero de 1998 renunció)
- John Baptist Kaggwa † (10 de enero de 1998 por sucesión-16 de abril de 2019 retirado)
- Serverus Jjumba, desde el 16 de abril de 2019